# Harold Cagle
Harold Cagle, född 3 augusti 1913 i Purcell i Oklahoma, död 28 november 1977 i Sutter i Kalifornien, var en amerikansk  friidrottare.
Cagle blev silvermedaljör på 4 x 400 meter vid olympiska sommarspelen 1936 i Berlin.